# برش (سنگ)

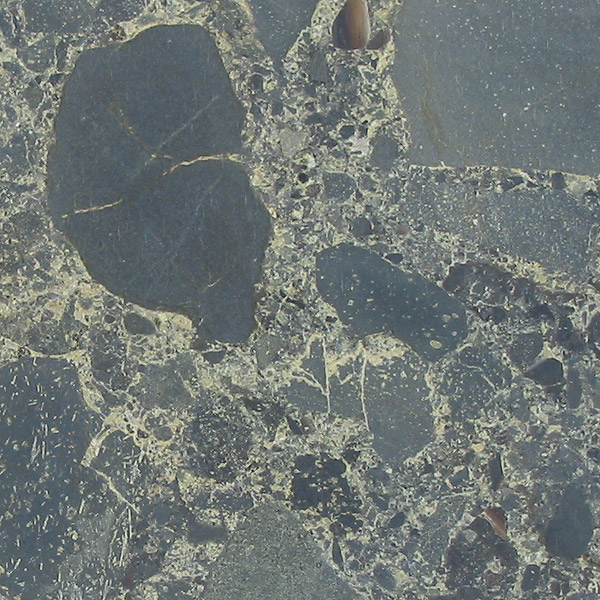
برش بازالتی. خمیره سبز رنگ از اپیدت تشکیل شده است.

بِرش (انگلیسی: Breccia) سنگی است که از قطعات شکسته‌شده کانی‌ها یا سنگ‌های سیمانی‌شده که توسط قطعات ریز خمیره به هم پیوسته‌اند تشکیل می‌شود که ترکیب آن ممکن است شبیه به قطعات ترکیب‌شده یا از متفاوت از آن باشد.
واژه برش از زبان ایتالیایی گرفته شده و به معنی «شن سست» یا «سنگ مرکب از شن‌های سیمانی‌شده» است. برش ممکن است دارای منشأ متفاوتی باشد که نوع آن در نام سنگ مشخص می‌شود، مانند برش رسوبی، برش تکتونیکی، برش آذرین، برش برخوردی و برش آب‌گرمایی.